# SN 1992T
SN 1992T – supernowa typu II odkryta 9 kwietnia 1992 roku w galaktyce A134300-3153. W momencie odkrycia miała maksymalną jasność 18,00m.